# Federació Espanyola d'Entitats Religioses Islàmiques
Federació Espanyola d'Entitats Religioses Islàmiques (FEERI) és una federació espanyola integrant de la Comissió Islàmica d'Espanya creada el 1989. És la federació musulmana espanyola majoritària amb més de 50 comunitats inscrites, formada per espanyols conversos a l'islam, musulmans nacionalitzats a Espanya i musulmans immigrants.